# Synagoga przy ul. Dzierżyńskiego 50 w Bobrujsku
Synagoga przy ul. Dzierżyńskiego 50 w Bobrujsku (biał. Сінагога на вуліцы Дзяржынскага) – żydowska bóżnica znajdująca się w Bobrujsku przy ul. Dzierżyńskiego. 

## Historia
Budynek bóznicy wzniesiono na początku XX wieku. Obecnie mieści Dziecięco–Młodzieżowe Centrum Podróżnictwa i Krajoznawstwa "Babrania".